# Епархия Янува-Подляского
Епархия Янува-Подляского (лат. Podlachiensis seu Ianoviensis) — упразднённая епархия Римско-Католической церкви с центром в населённом пункте Янув-Подляский. Кафедральным собором епархии Янува-Подляского была церковь Пресвятой Троицы. В 1925 году была упразднена и преобразована в епархию Седльце.

## История
30 июня 1818 года Римский папа Пий VII издал буллу «Ex imposita nobis», которой учредил епархию Янува-Подляского, выделив её из епархии Бреста и Полесья, которая была запрещена царскими властями в 1727 году. Юрисдикция епархии Янува-Подляского распространялась на Подляское воеводство Царства Польского. В состав епархии входило 118 приходов.
22 мая 1867 года деятельность епархии Янува-Подляского после Польского восстания 1863 года была запрещена русским царём Александром II. Канонически существование епархии Янува-Подляского прекратилось 30 декабря 1889 года, а её территория была присоединена к епархии Люблина.
30 июня 1918 года после обретения независимости Польши Римский папа Бенедикт XV восстановил епархию Янува-Подляского и назначил Хенрика Пшезьдзецкого её епископом.
28 октября 1925 года Пий XI издал буллу «Vixdum Poloniae unitas», которой упразднил епархию Янува-Подляского, преобразовав её в епархию Седльце.

## Епископы
- 30.03.1819 — 5.04.1825 — епископ Феликс Лукаш Левинский ;
- 1.10.1826 — 19.05.1842 — епископ Ян Марцелий Гутковский ;
- 18.09.1856 — 15.01.1867 — епископ Пётр Павел Шиманский ;
  - 1867—1918 — Sede soppressa ;
- 24.09.1918 — 28.10.1925 — епископ Хенрик Пшезьдзецкий ;

### Вспомогательные епископы
- Францишек Игнацы Левинский (3.07.1826 — 15.07.1854).